# Nationales Hochgericht (1791)
Das Nationale Hochgericht (französisch Haute Cour nationale) war das höchste Gericht Frankreichs von 1791 bis 1792. Es wurde durch den Artikel 23 des 5. Kapitels im dritten Titel der Verfassung von 1791 begründet. Sein Sitz war die Stadt Orléans, da die Verfassung bestimmte, dass sich der Gerichtshof 30.000 Klafter entfernt vom Sitz des Parlamentes befinden müsse. Weiter wurde bestimmt, dass bisherige Mitglieder des Kassationshofes sowie Hochgeschworene die Jury bilden.
Berühmteste Angeklagte waren Pierre Henry-Larivière und Brissac, berühmtestes Mitglied Paul de Barras.
Schon in den Tagen nach dem 10. August 1792 wurde der Gerichtshof wieder aufgelöst.